# Лангіт
Лангі́т — рідкісний мінерал, водний гідроксосульфат міді.
Лангіт був відкритий у південно-західній частині Англії, поблизу міста Сент-Джаст (графство Корнуолл, Велика Британія), термін увів 1864 англійський геолог Н.-С. Маскелайн, назвавши мінерал на честь австрійського кристалофізика Віктора фон Ланга.

## Опис
Хімічна формула: Cu4(SO4)(OH)6·2H2O. Містить близько 52% Cu.
Має моноклінну сингонію та моноклинно-пінакоїдальну симетрію. У лангіту та його модифікацій — роуволфіту та познякіту — ідентичний хімічний склад, вони вирізняються будовою кристалів і оптичними властивостями. Форми виділення: дрібні, пластинчасті або видовжені кристали; агрегати: фіброзні кірки пластинчастих кристалів, пухкі землисті; характерні псевдогексональні двійники. Злом нерівний; досконала спайність в одному напрямі.
Густина 3,48—3,5; твердість 2,5—3. Колір від блакитно-зеленого до яскраво-синього; напівпрозорий; блиск скляний, у дрібнокристалічних кірок — шовковистий; риска блакитна; з чітким плеохроїзмом від жовтувато-блакитного до небесно-синього.
Є вторинним мінералом: утворюється під час окиснення халькозину, халькопіриту, ковеліну та інших сульфідів міді. Асоціюється з англезитом, лінаритом, брошантитом.

## Розповсюдження
Великі кристали виявлено у Намібії, Ірландії, Словаччині, США, Чилі, Японії, Болівії, Канаді, Австралії. В Україні лангіт знайдено протягом останнього десятиліття (у субпровінції Рівнинного Криму Кримської мінералогічної провінції).